# Anton Mirou

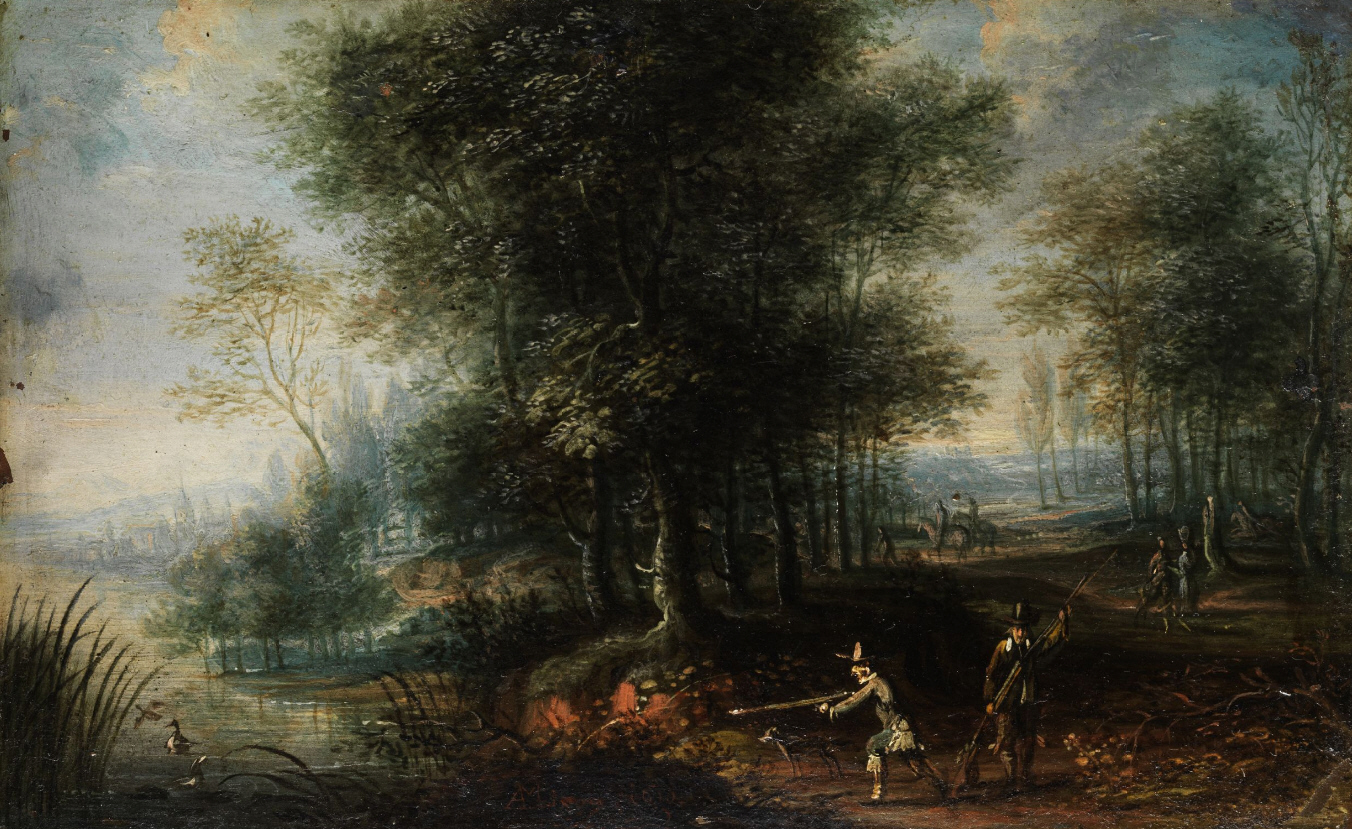
Anton Mirou: Entenjagd, 1610

Anton Mirou (* 1578 in Antwerpen, Spanische Niederlande, heute Belgien; † vor 1627) war ein flämischer Maler der Malerschule in Frankenthal in der Kurpfalz.

## Lebenslauf
Sein Vater, der Apotheker Henricus Mirou, zog als Verfolgter calvinistischen Glaubens mit seiner Familie 1586 nach Frankenthal. Als Lehrmeister Mirous werden Gillis van Coninxloo und  Hendrick Gijsmans (auch: Ghysmans) vermutet. Beide sind  bedeutende Vertreter der Frankenthaler Malerschule, zu der auch Pieter Schoubroeck und Hendrick van der Borcht gehörten.
1602 heirateten Anton Mirou und seine Frau Susanne in Frankenthal; sie wurde letztmals 1627 urkundlich erwähnt. Als Vorbilder Mirous gelten neben dem Frankenthaler Pieter Schoubroeck auch Jan Brueghel und Theodor de Bry. In der Kunstgeschichte wird Mirou als „zögerlich im Umgang mit Veränderungen, manchmal fast ein wenig altmodisch“ bewertet.
Mirous Werke befinden sich heute in Museen wie dem Museo del Prado, dem Rijksmuseum Amsterdam, dem Szépművészeti Múzeum, der Nationalgalerie Prag, den Bayerischen Staatsgemäldesammlungen und dem Historischen Museum der Pfalz.

## Werke
Mirou malte Landschaftsbilder in Öl und fertigte Federzeichnungen. Diefenbachers Katalog enthält 46 Nummern. Etliche seiner Zeichnungen fanden Verbreitung als Kupferstiche. Hier arbeitete er mit Hendrick van der Borcht (dem Älteren), Theodor de Bry und Matthäus Merian zusammen.
Seine ‚Schwalbacher Reise’ ist eine Folge von 26 Federzeichnungen im Querformat von etwa 11,5 cm × 16,5 cm. Neun dieser Motive übernahm Matthäus Merian und versah sie mit der Bemerkung: ‚gezeichnet von Anton Mirou, aber in Kupfer geschnitten von Matthäus Merian'.
Durch Merians Drucktechnik sind diese Stiche seitenverkehrt zu den Originalen abgebildet. Obwohl Mirou bereits als Achtjähriger seine flämische Heimat verließ, fasste er seine schriftlichen Werksanmerkungen weiterhin in Niederländisch ab.
Auf dem Kunstmarkt wurden für seine Ölgemälde bis zu 67.000 Dollar bezahlt.

## Trivia
Auf dem Rathausplatz in Frankenthal steht seit 1977 das Café Mirou, das nach dem Maler benannt ist.